# Cephalopholis sonnerati
Cephalopholis sonnerati är en fiskart som först beskrevs av Achille Valenciennes 1828.  Cephalopholis sonnerati ingår i släktet Cephalopholis och familjen havsabborrfiskar. IUCN kategoriserar arten globalt som livskraftig. Inga underarter finns listade i Catalogue of Life.